# Gynoplistia cultrata
Gynoplistia cultrata là một loài ruồi trong họ Limoniidae. Chúng phân bố ở miền Australasia.